# Petrorossia obscurior
Petrorossia obscurior är en tvåvingeart som beskrevs av Wray Merrill Bowden 1964. Petrorossia obscurior ingår i släktet Petrorossia och familjen svävflugor.
Artens utbredningsområde är Ghana. Inga underarter finns listade i Catalogue of Life.